# Mariano Pichelli
Francesco, Concetto, Loreto, Giovanni, Antonio (Mariano dopo l'ordinazione) Pichelli (Carassai, 9 dicembre 1775 – 19 settembre 1854) è stato un monaco cristiano e abate italiano, Priore dell'eremo dei Camaldolesi di Monte Corona, Priore del Sacro Eremo Tuscolano di Frascati e Maggiore della  Congregazione camaldolese di Monte Corona.

## Biografia
Padre Mariano, così sarà poi maggiormente conosciuto Francesco Pichelli, nacque a Carassai il 9 dicembre 1775 da Niccola Pichelli e Marta Felice Andrerelli, registrato con i nomi di Francesco, Concetto, Loreto, Giovanni, Antonio. Di nobile e ricca famiglia, all'età di 12 anni perse sua madre e a quella di 16 anni suo padre. Della sua educazione si occupò lo zio, don Giuseppe Laurantoni. 
Insieme alla sorella fu avviato alla vita religiosa. All’età di 20 anni, Francesco Pichelli è seminarista presso il seminario arcivescovile di Fermo che lascia Il 29 ottobre 1795 per entrare a far parte degli eremiti camaldolesi di Monte Corona a nord di Perugia, accompagnato dallo zio arciprete. Qualche mese dopo, l’8 dicembre 1795, Francesco vestì l’abito bianco dei camaldolesi e per devozione alla Vergine Maria assunse il nome di Mariano. 
Venne ordinato prete nel 1798. I suoi incarichi furono nel tempo quello di sagrestano, cellerario (sopraintendente alla cantina e alla dispensa), visitatore generale, maestro dei novizi, procuratore generale, priore e Maggiore. 
Nel 1809, Padre Mariano veniva eletto Maggiore e nel 1811 Priore dell’Eremo di Monte Corona che era la Casa Madre della Congregazione Camaldolese.
Padre Mariano era priore quando fu dato seguito al decreto imperiale Napoleonico del 25 aprile 1810, che stabilì la soppressione di tutti gli stabilimenti, corporazioni, congregazioni, comunità ed associazioni ecclesiastiche di qualunque natura e denominazione. 
Si trasferì quindi in una casetta , vicino a una piccola chiesa, che gli era stata messa a disposizione dalla nobile famiglia dei conti Degli Oddi di Perugia.
Nel 1814 Papa Pio VII, dopo 5 anni di esilio, rientrava in Roma e i monaci fecero ritorno nella loro Casa Madre.
Dal 1816 al 1820 Padre Mariano risiedette presso l'Eremo di Monte Giove presso Fano. Nonostante fosse un periodo con poche risorse materiali e spirituali, era un tempo di magri raccolti e gravi epidemie, fece rivivere al monastero l'antico splendore, dimostrando buon senso e grande generosità.
Negli anni seguenti, in qualità di priore nell'eremo di Monte Cucco continuò la sua opera di riorganizzazione degli istituti religiosi.
Padre Mariano fu un uomo non solo di cultura, ma persona estremamente buona e caritatevole portata per vocazione e carattere ad aiutare gli ultimi e i reietti della società. Di salute cagionevole, piccolo di statura, padre Mariano durante la sua vita diede prova di una forza morale e spirituale non comuni. 
Nel 1837, ad esempio, vi fu a Perugia e nel circondario una tremenda epidemia di colera. Nell’anno successivo una diffusa carestia rese le condizioni igienico sanitarie della popolazione ancora più precarie: i poveri e gli affamati accorrevano a frotte al monastero. Padre Mariano accoglieva tutti, li consolava, li sfamava talvolta anche all’insaputa dei suoi confratelli. 
Furono sinceri estimatori di Mariano il cardinale Luigi Lambruschini segretario di stato di Papa Gregorio XVI, il cardinale Costantino Patrizi Naro vicario di Papa Pio IX, monsignore Gabriele Ferretti arcivescovo di Fermo.
Ferdinando II delle Due Sicilie, chiese al frate di benedire la sua famiglia.
Come priore dell’eremo di Frascati e come Maggiore degli eremiti, si interessò alla situazione religiosa del popolo inglese e grazie al fatto che il Collegio inglese aveva la sua villa estiva nelle immediate vicinanze dell’Eremo Tuscolano in Frascati, aveva stretto amicizia con alcuni illustri inglesi convertitisi al cattolicesimo.
Padre Mariano fu amico personale del cardinale Henry Edward Manning, arcivescovo di Westminster; del marchese de Stacpoole, cameriere pontificio (cameriere segreto di spada e di cappa); di lord Rudolph Feilding, VIII conte di Denbigh, di Charles Noel, 2nd Earl of Gainsborough, conosciuto come il visconte Campden. 
Padre Mariano, nonostante le sue conoscenze ed amicizie altolocate, visse in modo semplice e appartato, un quotidiano modo di proporsi agli altri di un uomo esemplare che trascorse la sua vita nella povertà, nella preghiera e nella carità.
Aveva 78 anni quando una febbre improvvisa fece cessare la sua vita. Era la notte del 19 settembre 1854.
La sua santa vita fece molto presa e molti nel momento del bisogno chiedevano la sua intercessione e ci sono alcuni che raccontano di averla ottenuta.
Un prete di Ripatransone, l'ottantenne Antonio Benvignati, sofferente per una grave forma di nefrite dopo inutili terapie mediche chiese l'aiuto di padre Mariano e il suo stato di salute migliorò improvvisamente.
Nel 1984 invece don Giocondo Giacometti, primo cappellano delle Suore di Monte Corona, trasportò le ossa di padre Mariano insieme a quelle di padre Emiliano presso l’eremo di San Girolamo di Pascelupo, convinto che esse avrebbero trovato maggior venerazione tra i monaci appartenenti allo stesso ordine.
Nel 2000, don Winfrido ha dato loro collocazione nella sala del capitolo.